# جان إيف أوليفييه
جان إيف أوليفييه (ولد في 8 أكتوبر 1944 في الجزائر العاصمة، الجزائر) هو رجل أعمال فرنسي، قام بتجميع ثروته من تجارة المواد الخام المستخرجة في إفريقيا وهو رئيس مؤسسة برازافيل، قريب جدًا من نظام الرئيس ساسو نغيسو ومن التيار اليميني الفرنسي، وقد شارك في عدة مناسبات في جهود دبلوماسية سرية أو موازية في إفريقيا.

## السيرة الذاتية

### طفولته
ولد في الجزائر العاصمة من عائلة بلاكفوت، وأعيد إلى فرنسا في سنة 1962. ففي سن 13، كان قد ذهب سرا إلى الاتحاد السوفيتي مع الشيوعيين الشباب.

### المسار المهني
بدأ جان إيف أوليفييه حياته المهنية في الستينيات، حيث عمل لأول مرة في شركات التجارة الدولية مثل ستروس تورنبول وشركاه أو JA Goldschmidt SA أو غرينكس، وتخصص في شراء المواد الخام القادم من إفريقيا.
في أوائل السبعينيات، بعد أول صدمة نفطية، أصبح مهتمًا بسوق المحروقات.و في عام 1980، أنشأ شركته الخاصة في هذا المجال: Vitank، بالشراكة مع هينك فيتور (Henk Vietor) وبيتر دي سافاري (Peter de Savary) وأحمد المناعي Arhmed Mannai. كما أنه يدير شركة Comoil.
بين سنتين 1984 و 1989، ترأس جان إيف أوليفير شركة تجارة الفحم Coal Trading Corporation. وفي عام 1986، أصبح مديرًا لشركة فحم فرنسا (Charbons de France).
أنشأ شركة Gestilac SA في عام 1994 و PanAf Consultancy GmbH (في زيورخ) في عام 2002، وشركة Pan Africa Consulting (في هونغ كونغ).
قام لاحقا بتوحيد هذه الشركات الثلاث ضمن مجموعة Fort Group.
في سنة 2011، أتمّ عملية بيع المنصّة النفطية البحرية "مارين 12″ لجمهورية الكونغو.

### علاقاته مع نظام الرئيس ساسو نغيسو
يُعد جان إيف أوليفييه من المقربين جدا لرئيس ديني ساسو نغيسو، الذي قام بدوره بتقديمه إلى الرئيس الأنغولي خوسيه إدواردو دوس سانتوس.

### الدبلوماسية الموازية
كان جان إيف أوليفييه قريبًا من ميشيل روسين ‏، رئيس مكتب المدير العام للجنة الإستخبارات الخارجية الفرنسية من 1977 إلى 1981، الذي ترأس بدوره مكتب جاك شيراك، أولاً في بلدية باريس، ثم في ماتينيون (Matignon)، من 1984 إلى 1993. فكان جان إيف أوليفييه على اتصال مع جاك شيراك وأصبح مستشاره في مسائل الشؤون الإفريقية.
في عام 1985، طلب جاك شيراك من جان إيف أوليفييه قيادة مهمة سرية تهدف إلى إطلاق سراح أربعة رهائن فرنسيين (مارسيل فونتين، مارسيل كارتون، چاين پول كاوفمان وميشيل سورات) المحتجزين في لبنان. فصُنف لاحقا ب«بالشخص الذي يعمل لحسابه الخاص في الدبلوماسية الخاصة».

#### عملية كوندور (1987)
شارك جان إيف أولليفياي مع مُقَرّبيْن من "ميشال روسّان"، وهما "جاك ريغو"، الرّئيس السّابق لقسم العمليات بجهازالمخابرات الخارجية والدّبلوماسي "جان مارك سيمون"،  في عملية كوندور المتعلّقة بتبادل للأسرى بين أنغولا وجنوب إفريقيا. تمّت هذه العملية في السّابع من سبتمبر 1987 فوق أرضية مطار مابوتو بالموزمبيق حيث وقعت مبادلة 133جندي أنغولي وقرابة الخمسين مقاتلا من حركة "سوابو" لتحرير ناميبيا، كانوا محتجزين لدى دولة جنوب إفريقيا، مقابل أطلاق سراح النّقيب الجنوب إفريقي "ويناند دو توا" الذي اعتقل قبل سنتين في أنغولا عندما كان وفريقه يحاول القيام بعملية تخريبية ضدّ منشئة نفطية في منطقة "كابيندا". وقد أدّت هذه العملية أيضا إلى إطلاق سراح ناشطين مناهضين لنظام التّمييز العنصري الجنوب إفريقي (أبارتهايد)، كانا محتجزين في جنوب إفريقيا وهما الفرنسي "بيارـ أندري ألبارتيني' والهولندي "كلاس دو يونغ".
وبخصوص ألبارتيني فقد كشفت وثيقة جنوب إفريقية حول المحادثات الّتي كانت دائرة بين السّلطات الجنوب إفريقية ونظيرتها الفرنسية بخصوص تحريره، أنّ المفاوضين الفرنسيين الّذين كانوا من المقرّبين من الوزير الأوّل، وعلى رأسهم «بيار روسّان» لم يكونوا حريصين على تحرير مواطنهم في تلك الفترة حتّى لا يحسب نجاح العملية لصالح الرّئيس «فرانسوا ميترّان» فيحقّق بذلك نصرا سياسيا.(كانت فرنسا في تلك الفترة تعيش تحت ما كان يعرف بنظام «التّعايش السّياسي» حيث يتقاسم الرّئيس الإشتراكي فرانسوا ميتران السّلطة التّنفيذية مع حكومة يمينية يرأسها خصمه «جاك شيراك»).

#### جزر القمر (1989)
في عام 1989، زُعم أنه تفاوض مع سعيد هلالي (Saïd Hillali) بشأن مغادرة بوب دينارد (Bob Denard ) إلى جنوب أفريقيا، وهو مرتزق فرنسي ورجل ذو نفوذ قوي منذ عام 1975، ومتهم بقتل رئيس جزر القمر أحمد عبد الله عبد الرحمن.

#### بروتوكول برازافيل (1988)
في 13 ديسمبر 1988، تم التوقيع على بروتوكول برازافيل، الذي تفاوض على رحيل ما يقارب 50 00 جندي كوبي من أنغولا مقابل انسحاب قوات جنوب أفريقيا والحصول على الاستقلال لناميبيا التي يحتلها جيش جنوب أفريقيا.
دعم جان إيف أوليفييه وساطة الرئيس الكونغولي دينيس ساسو نغيسو.
في عام 1989، بدأ عملية الوساطة في جزر القمر، بعد انقلاب المرتزق الفرنسي بوب دينارد ( Bob Denard )، مما أدى إلى مغادرته الجزيرة.
في عام 1990، نظم جان إيف أوليفييه زيارة للرئيس الجديد لجنوب إفريقيا فريدريك دي كليرك إلى فرنسا التي تعتبر كأول زيارة لرئيس جنوب أفريقي إلى فرنسا منذ أربعين عامًا.
في عام 2002، كان جان إيف أوليفييه حاضرًا في مفاوضات صن سيتي التي أدت للاتفاق على تقاسم السلطة في جمهورية الكونغو الديمقراطية بين الرئيس جوزيف كابيلا والعديد من قادة المتمردين، من بينهم جان بيير بيمبا، زعيم حركة تحرير الكونغو.

#### مؤسسة برازافيل
يشغل جان إيف أوليفييه منصب رئيس مؤسسة برازافيل، وهي منظمة دولية غير حكومية مكرسة للسلام والحفاظ على البيئة في إفريقيا. ومن مهامها تسوية القضايا والنزاعات المحلية والدولية في منتهى السرية.
يدير جان إيف أوليفييه المؤسسة إلى جانب فيليب بريتجون (Philip Prettejohn)، أوليفييه سكوت (Olivier Scutt) ونيكولاس تشانس (Nicolas Chance). كما حظيت هذه المؤسسة برعاية سامية من طرف الأمير مايكل كينت. يضم مجلسها الاستشاري العديد من الشخصيات البارزة من العالم السياسي الأفريقي، بما في ذلك الرئيس السابق لجمهورية نيجيريا أولوسيغون أوباسانجو، الرئيس السابق لجمهورية جنوب أفريقيا كغاليما موتلانثي وكابيني كومارا رئيس وزراء جمهورية غينيا السابق.
وقد أنشأ جان - إيف أوليفييه مؤتمر«قمة لومي»، الذي شارك فيه العديد من رؤساء دول القارة الأفريقية، والذي يهدف إلى مكافحة الأدوية المزيفة. لم ترغب بعض المنظمات الدولية، مثل اتفاقية الصيدلة في الولايات المتحدة، المشاركة بسبب خلافات سياسية.

## الأوسمة
في عام 1987، تلقى جان إيف أوليفييه وسام الرجاء الصالح (l’ordre de Bonne Espérance ) من قبل وزير خارجية دولة جنوب إفريقيا رويلوف بيك بوتا.
و في عام 1995، تم ترقيته إلى رتبة ضابط كبيرفي وسام الرجاء الصالح من قبل رئيس جنوب إفريقيا نيلسون مانديلا لمشاركته في سقوط نظام الفصل العنصري. وبذلك أصبح جان إيف أوليفييه الفرنسي الوحيد الذي حصل على مثل هذه الامتيازات من حكومة جنوب إفريقيا، قبل وبعد الفصل العنصري.
كما تحصّل جان إيف أوليفياي أيضًا على وسام ضابط في فيلق الشرف ووسام فارس في ترتيب وسام الاستحقاق الوطني في فرنسا وكذلك وسام قائد ثم ضابط أعلى  في ترتيب الاستحقاق الكونغولي في الكونغو برازافيل منذ 11 فبراير2014، ووسام ضابط أعلى في ترتيب نجم أنجوان في جزر القمر.